# Bezirk Krosno
Bezirk Krosno – dawny powiat (Bezirk) kraju koronnego Królestwo Galicji i Lodomerii, funkcjonujący w latach 1854–1867. Siedzibą starostwa było miasto Krosno.

## Historia
Bezirk Krosno utworzono w ramach reformy uwłaszczeniowej z okresu Wiosny Ludów (1848–1849), która likwidowała jurysdykcję właściciela ziemskiego nad poddanymi. W Galicji, dominium – jako podstawowa jednostka administracyjna i filar systemu feudalnego straciło rację bytu. Konieczne stało się zatem wprowadzenie nowego systemu administracyjnego, którego zręby powstały w latach 1851–1855. Nowy trójstopniowy podział administracyjny objął 21 cyrkułów (niem. Kreise), 179 małych powiatów (niem. Bezirke) i ponad 6000 gmin (niem. Gemeinde). 
Bezirk Krosno objął obszar o wielkości 4,5 mil², zamieszkany był przez 28.828 ludzi i podzielony na 25 gmin katastralnych, w tym jedno miasto (Krosno) i dwa miasteczka (Jedlicze i Korczyna). Wszedł w skład cyrkułu jasielskiego, jako jeden z jego dziewięciu powiatów. 1 maja 1860 zniesiono cyrkuł jasielski, przez co Bezirk Krosno włączono do cyrkułu sanockiego.
Po nadaniu Galicji autonomii oraz powołaniu samorządu gminnego i powiatowego w 1865 zlikwidowano cyrkuły (Kreise). Dotychczasowe małe powiaty (Bezirke) w liczbie 179, utrzymały się do 1867 roku, kiedy to w następstwie kolejnej reformy administracyjnej (23 stycznia 1867) zostały zastąpione przez 74 większe powiaty. Obszar zniesionego Bezirk Krosno wszedł wtedy w całości w skład nowego powiatu krośnieńskiego.

## Podział administracyjny (1854)
| Lp. | Gmina jednostkowa                                         | Powierzchnia | Ludność | Powiat w 1867 po zniesieniu |
| --- | --------------------------------------------------------- | ------------ | ------- | --------------------------- |
| 1   | Krosno (M) ze Szczepańcową                                | 2055         | 2450    | krośnieński                 |
| 2   | Borek                                                     | 471          | 215     | krośnieński                 |
| 3   | Bratkówka                                                 | 720          | 464     | krośnieński                 |
| 4   | Odrzykoń                                                  | 2176         | 2208    | krośnieński                 |
| 5   | Wola                                                      | 800          | –       | krośnieński                 |
| 6   | Chlebna z Grabiami i Pietrówką                            | 1198         | 570     | krośnieński                 |
| 7   | Dobieszyn z Turaszówką                                    | 1562         | 722     | krośnieński                 |
| 8   | Guzikówka                                                 | 55           | 233     | krośnieński                 |
| 9   | Jaszczew z Bajdami                                        | 1834         | 1458    | krośnieński                 |
| 10  | Ustrobna                                                  | 952          | 603     | krośnieński                 |
| 11  | Jedlicze (m) z Męcinką                                    | 2773         | 701     | krośnieński                 |
| 12  | Korczyna (m) z Węglówką                                   | 6830         | 6648    | krośnieński                 |
| 13  | Krościenko Wyżne z Krasną i Czarnorzekami                 | 6306         | 3735    | krośnieński                 |
| 14  | Polanka ze Świerzową                                      | 1537         | 813     | krośnieński                 |
| 15  | Potok                                                     | 1025         | 562     | krośnieński                 |
| 16  | Suchodół z Głowienką, Białobrzegami i Krościenkiem Niżnym | 3545         | 2151    | krośnieński                 |
| 17  | Targowiska z Widaczem i Łężanami                          | 2880         | 1122    | krośnieński                 |
| 18  | Bóbrka                                                    | 1331         | 593     | krośnieński                 |
| 19  | Niżnałąka                                                 | 271          | 252     | krośnieński                 |
| 20  | Machnówka                                                 | 245          | 257     | krośnieński                 |
| 21  | Wrocanka                                                  | 877          | 674     | krośnieński                 |
| 22  | Żarnowiec z Długiem                                       | 1464         | 825     | krośnieński                 |
| 23  | Żeglce                                                    | 1350         | 674     | krośnieński                 |
| 24  | Zręcin                                                    | 1001         | 510     | krośnieński                 |
| 25  | Moderówka z Białkówką                                     | 1193         | 388     | krośnieński                 |

Objaśnienie:
(M) = miasto; (m) = miasteczko